# Michael Agbekpornu
Michael Agbekpornu (Accra, 31 agosto 1998) è un calciatore ghanese, centrocampista dello Slaven Belupo.

## Carriera

### Club
Il 20 luglio 2023 viene acquistato a titolo definitivo dalla squadra croata dello Slaven Belupo.

### Nazionale
Ha giocato nella nazionale ghanese Under-23.

## Statistiche

### Presenze e reti nei club
Statistiche aggiornate al 31 luglio 2025.
| Stagione             | Squadra              | Campionato           | Campionato | Campionato | Coppe nazionali | Coppe nazionali | Coppe nazionali | Coppe continentali | Coppe continentali | Coppe continentali | Altre coppe | Altre coppe | Altre coppe | Totale | Totale |
| Stagione             | Squadra              | Comp                 | Pres       | Reti       | Comp            | Pres            | Reti            | Comp               | Pres               | Reti               | Comp        | Pres        | Reti        | Pres   | Reti   |
| -------------------- | -------------------- | -------------------- | ---------- | ---------- | --------------- | --------------- | --------------- | ------------------ | ------------------ | ------------------ | ----------- | ----------- | ----------- | ------ | ------ |
| 2020-2021            | Dreams               | PL                   | 25         | 0          | CG              | 0               | 0               | -                  | -                  | -                  | -           | -           | -           | 25     | 0      |
| 2021-2022            | Egnatia              | KS                   | 23+1       | 0          | CA              | 3               | 0               | -                  | -                  | -                  | -           | -           | -           | 27     | 0      |
| 2022-2023            | Egnatia              | KS                   | 26         | 1          | CA              | 9               | 0               | -                  | -                  | -                  | -           | -           | -           | 35     | 1      |
| Totale Egnatia       | Totale Egnatia       | Totale Egnatia       | 49+1       | 1+0        |                 | 12              | 0               |                    | -                  | -                  |             | -           | -           | 62     | 1      |
| 2023-2024            | Slaven Belupo        | 1. HNL               | 28         | 0          | CC              | 2               | 0               | -                  | -                  | -                  | -           | -           | -           | 30     | 0      |
| 2024-2025            | Slaven Belupo        | 1. HNL               | 18         | 0          | CC              | 3               | 0               | -                  | -                  | -                  | -           | -           | -           | 21     | 0      |
| 2025-2026            | Slaven Belupo        | 1. HNL               | 1          | 0          | CC              | 0               | 0               | -                  | -                  | -                  | -           | -           | -           | 1      | 0      |
| Totale Slaven Belupo | Totale Slaven Belupo | Totale Slaven Belupo | 47         | 0          |                 | 5               | 0               |                    | -                  | -                  |             | -           | -           | 52     | 0      |
| Totale carriera      | Totale carriera      | Totale carriera      | 121+1      | 1+0        |                 | 17              | 0               |                    | -                  | -                  |             | -           | -           | 139    | 1      |

## Palmarès

### Club

#### Competizioni nazionali
- Coppa d'Albania: 1

Egnatia: 2022-2023